# Valtatie 3
Pour les articles homonymes, voir Valtatie et Route nationale 3.
La Route nationale 3 (en finnois : Valtatie 3, en suédois : Riksväg 3) est une route nationale menant de Helsinki à Vaasa en Finlande. 
La route a une longueur de 424 kilomètres et elle fait partie de la Route européenne 12.

## Trajet
La Route Nationale 3 traverse les municipalités suivantes : Helsinki – Vantaa – Nurmijärvi – Hyvinkää – Riihimäki – Janakkala – Hämeenlinna – Hattula – Hämeenlinna (bis) – Valkeakoski – Akaa – Valkeakoski (bis) – Lempäälä – Tampere – Pirkkala – Nokia – Tampere (bis) – Nokia (bis) Tampere (bis) – Ylöjärvi – Hämeenkyrö – Ikaalinen – Parkano – Jalasjärvi – Kurikka – Ilmajoki – Isokyrö – Laihia – Korsholm – Vaasa.

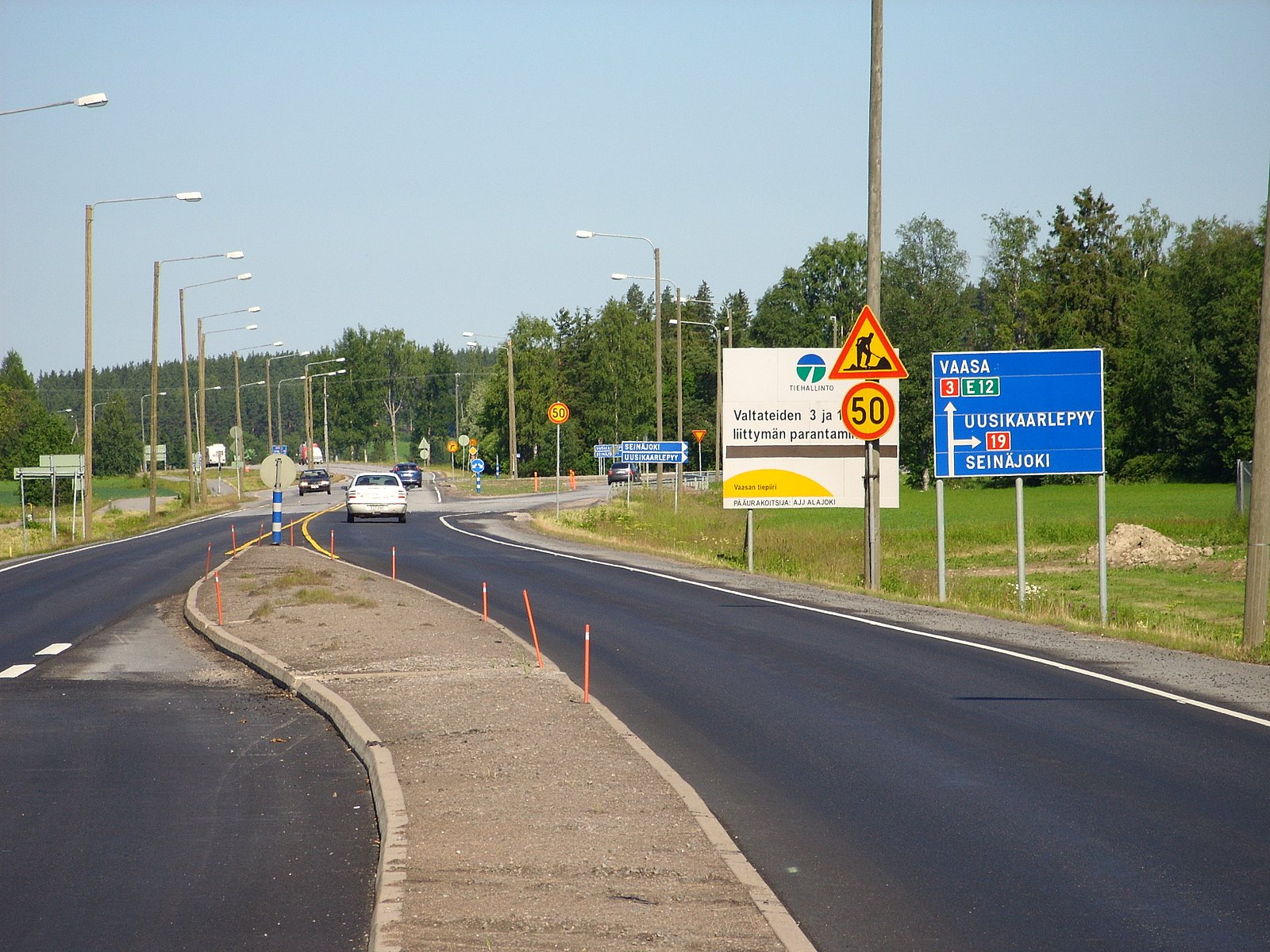
Croisement de la Valtatie 3 et de la Valtatie 19 à Jalasjärvi.